# アルモデル
アルモデル（ARU MODEL）は、日本の埼玉県さいたま市見沼区中川にある鉄道模型メーカーであり、Nゲージ・HOゲージ・HOナローゲージ・Oナローゲージの真鍮エッチングキット・完成品等の設計製造・販売をしている。

## 製品
製品化される車両は、実在した中小私鉄や軽便鉄道のものを始めとして、シンプルにまとめられた自由形車両・オリジナル車両などが多い。同社の製品は基本的にキット形式となっているが、一部には完成品も存在する。また、動力装置や集電装置・排障器などといった関連パーツや、ホワイトメタル製の人形も発売されている。
なお、同社のNゲージ製品はアルナインと呼ばれ、製品名が「とても簡単な‐」で始まる「とて簡」シリーズが展開されている。「とて簡」シリーズは自由形車両の金属キットで、ハンダづけや接着剤を使わずに組み上げることができる。2019年現在、電気機関車や小型電車、客車、貨車、さらにはLRVなど、50種類以上の製品がある。
同じ埼玉県にあったキングスホビーの閉店後は製品販売を当社が引き継ぎ、現在もNゲージの旧形客車などを販売している。

## 販売形態
国内の同社製品取扱店で販売しているほか、通信販売も行っている。また、鉄道模型イベントや販売会などにも出展している。